# 宋教仁墓
宋教仁墓，位于上海市静安区闸北公园内的西南角，是清末民初民主革命家宋教仁的墓葬。1913年3月20日，宋教仁在上海北站被武士英枪击，两天后于沪宁铁路医院去世。之后国民党人在宝山县象仪巷为宋教仁修建墓葬，并于1914年建成。1923年宋教仁墓周边拓建了墓园，此后该墓园被拓建为了对公众开放的闸北公园。文化大革命时，宋教仁墓一度被砸毁，1981年重建，并被列为上海市文物保护单位。

## 历史
宋教仁（1882-1913），湖南桃源人，字钝初，号渔父，近代民主革命家。中华民国成立后，他将中国同盟会改组为国民党，并在北洋政府担任法治总裁、农林总长等职务，主张责任内阁制。1913年3月20日，宋教仁应袁世凯邀请自上海前往北京，当晚10点45分于上海北站遭武士英枪击，弹头带有剧毒。3月22日凌晨4点47分，宋教仁逝世于沪宁铁路医院。宋教仁去世后，当年4月13日，国民党在上海举行追悼大会，会后由谭人凤等人提议为宋教仁修建墓园。最初墓园选址在徐家汇，但因距离宋教仁被刺地点太远而被否决。最终墓葬选址定在上海北站旁的宝山县象仪巷。墓园占地10余亩，墓地占地0.6公顷。1913年6月，宋教仁墓落成。宋教仁墓安葬当天举行了规模浩大的送葬仪式，参与人数达数万人。:148
1924年，宋教仁墓周围拓地6000平方米修建墓园，俗称宋公园。1946年，宋公园得以进一步拓建并对外开放，定名为教仁公园。中华人民共和国成立后，1959年，教仁公园得以扩建至260万平方米，扩建后的公园更名为闸北公园。文化大革命时，宋教仁墓遭到破坏，宋教仁的遗骨和宋教仁墓的碑刻等被公园的工作人员埋入土中。1981年，上海市园林局将宋教仁墓恢复原状。同年宋教仁墓被公布为上海市文物保护单位。此后宋教仁墓还被列为闸北区爱国主义教育基地。2011年，宋教仁墓再次整修，这次工程耗时四个月。

## 结构
宋教仁墓位于上海市静安区闸北公园内的西南角，墓地近似正方形，四周围有石栏，石栏的连接处为圆头方柱，共计24根。墓葬整体坐北朝南，墓丘坐落于高1.13米的墓台之上，底部呈圆柱体，直径3.5米；顶部为圆拱形，最上方为鹰斗蛇铜雕，通高2.8米。墓前有下行的六级台阶，下方立有孙中山所书“宋教仁先生之墓”的墓碑。墓碑前有一座高1.5米的宋教仁全身坐像，该宋教仁造像呈沉思状，左手持书，右手托腮。底座正面刻有章太炎所书篆文“渔父”二字，背面刻有于右任所书铭文。墓道及墓台均用花岗岩漫铺，周围空地种有绿植。:148

## 來源参考
1. ↑  . 东方网. 2011-08-17  [2018-02-09]. （原始内容存档于2011-11-03） （中文（中国大陆））.
2. ↑  . 神州日報 (上海). 1913-06-22. 宋教仁君墓地佈置完竣，定於本月廿六日安葬等情，已詳本報。茲宋君治葬費，曾由政府撥給鉅欵，刻財政部經濟困難，已達極點，只先撥銀五萬兩，其餘尚未領到。前在滬西徐家匯購得地四十餘畝，將作宋君築墓之用，嗣因譚人鳳等君似嫌太狹，又於滬北寶山縣境先後續購地一百二十畝，現在宋墓即建於此，由譚君一手經理。其地在滬甯車站之北，由延緒山莊而往，約有四里之遙，其間原有小路，現加闊，定名爲宋園路，築路工程千八百元，定於明日完工。刻該地上建築物祗有宋墓一座，其餘園景尚未佈置，譚君意俟葬事完畢後，即預備園事，日來正打樣，再擇日投標云
3. 1 2 3  . 上海地方志办公室. 2015-03-28  [2018-02-09]. （原始内容存档于2012-08-17） （中文（中国大陆））.
4. 1 2  吴贵芳 (编). . 上海: 上海文化出版社. 2010-07-01: 337. CSBN 12077·3021.
5. ↑  卢莹辉主编；吴云溥，曹宪镛，徐同甫，林路副主编. . 上海：上海社会科学院出版社. 1993-03: 547–551. ISBN 7-80515-697-2.
6. ↑  国家文物局主编. . 北京：中华地图学社. 2017-01: 136–140. ISBN 978-7-80031-643-2.
7. 1 2  . 上海地方志办公室. 2015-03-28  [2018-02-09]. （原始内容存档于2016-03-05） （中文（中国大陆））.
8. ↑  . 新民晚报（上海）. 2011-09-26  [2018-02-09]. （原始内容存档于2018-07-25） （中文（中国大陆））.
9. 1 2  . 上海市爱国主义教育基地. 2011-08-17  [2018-02-09]. （原始内容存档于2013-04-04） （中文（中国大陆））.

## 其他參考
- . 民國日報 (上海). 1916-09-23.